# Можайський Олександр Федорович
Олександр Федорович Можайський(9 (21) березня 1825 — 20 березня (1 квітня) 1890) — російський морський офіцер, капітан І рангу, винахідник одного з перших у світі літальних апаратів (літак Можайського).
Народився в Роченсальмі (сучасна Котка) в Фінляндії.
Свої досліди з літальними апаратами Олександр Можайський проводив у 1869—1876 роках у селищі Вороновиця, розташованому за 20 км від Вінниці.
Спадковий моряк, у 28 років лейтенант Можайський у складі екіпажу фрегата «Діана» відправився в навколосвітнє плавання. За мужність Можайський був нагороджений орденом і медаллю: він успішно командував флотилією, що охороняла Амурський лиман. Талановитий моряк, художник, Можайський керував будівництвом одного з перших у Росії гвинтових кліперів.
Під час далеких плавань Олександр Федорович почав цікавитися літальними апаратами. Спостерігаючи за птахами, вивчаючи крило пернатих, Можайський зробив відкриття[яке?], що дозволили йому пізніше створювати літальні апарати.
У сімдесятих роках XIX століття, вийшовши у відставку, він оселився в маєтку свого трагічно загиблого брата у містечку Вороновиці на Поділлі. Спочатку Можайський проводив досліди з повітряними зміями. Після трьох років вимірів, підрахунків та випробувань авіаконструктор створив повітряного змія такого розміру, що на ньому можна було літати на буксирі за возом, запряженим трійкою коней. Цей повітряний змій став прототипом найпростішого планера. Випробування літальних апаратів проводилися на дачі Можайських над Південним Бугом.

## Увічнення пам'яті

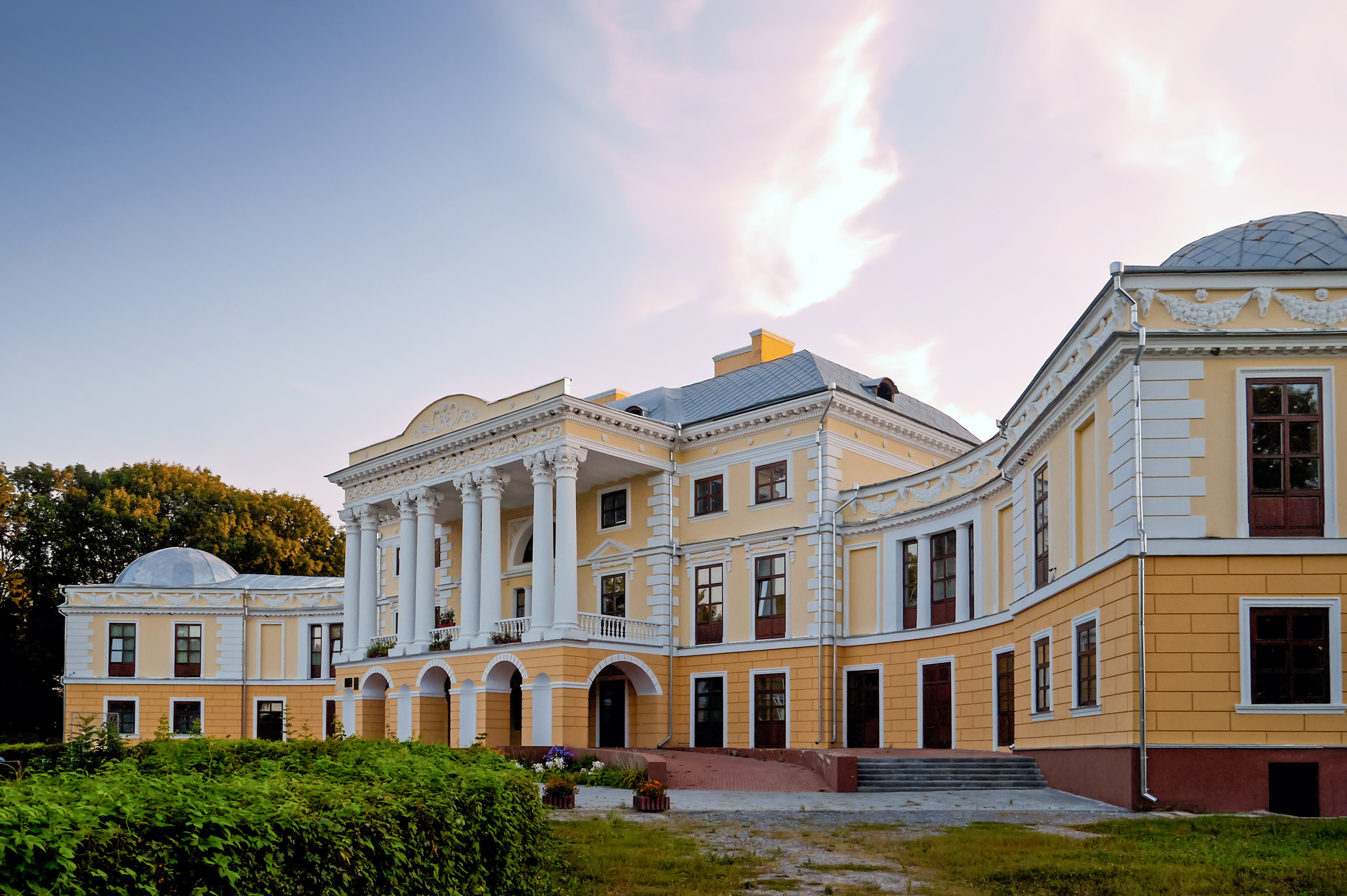
Палац Грохольських-Можайських у Вороновиці

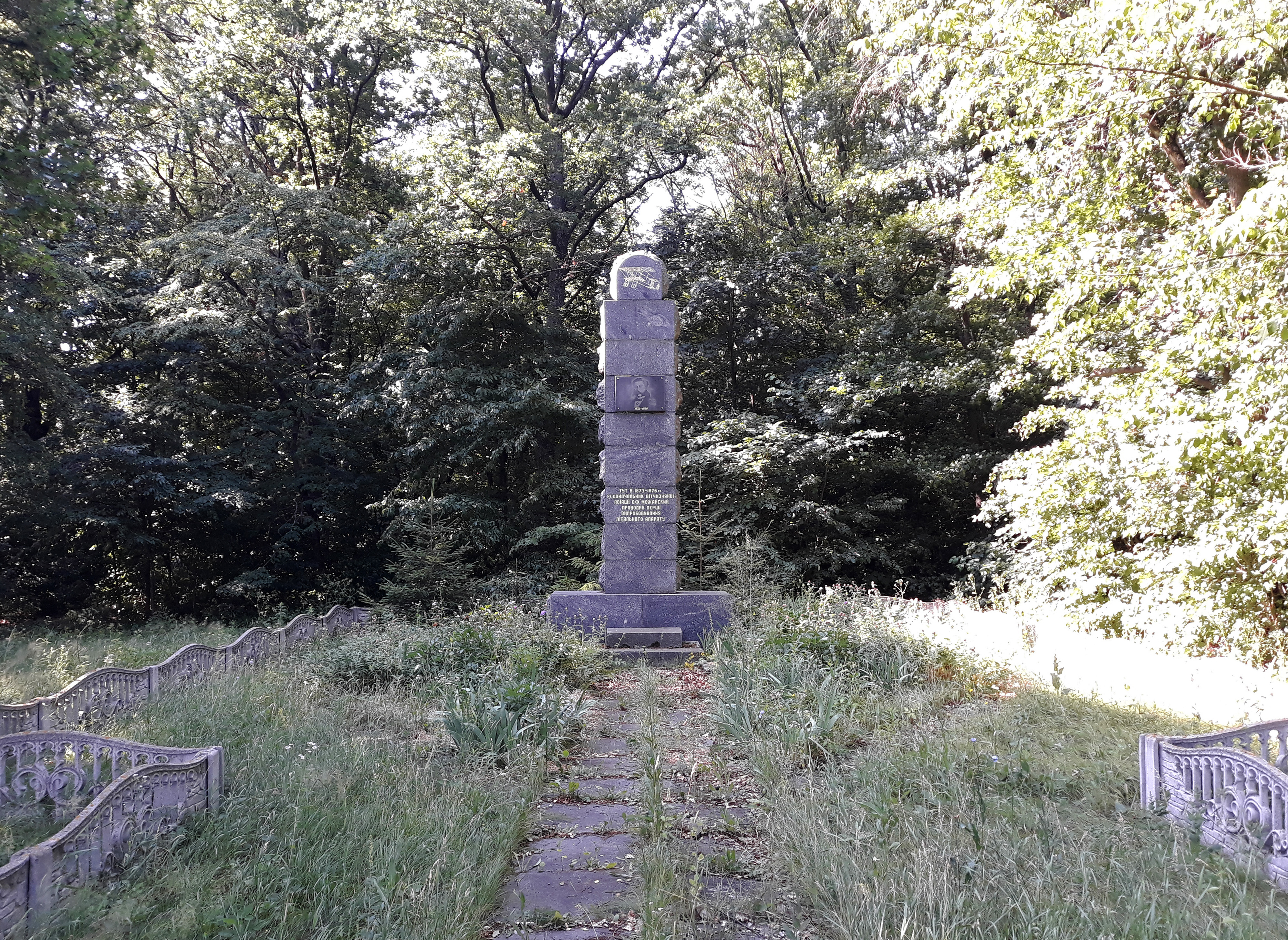
Пам’ятний знак на честь випробувань літака, с. Потуш Вінницької області

У Вороновиці створено Музей історії авіації і космонавтики імені Можайського. Музей займає дві зали палацу польських магнатів Грохольських, де жив і створював свої літаки Можайський. Палац знаходиться у старому парку, розбитому ще наприкінці XVIII століття. У триповерховому палаці, що складається з 43 кімнат, зараз також розташовується школа.
Експозиція музею розповідає про розвиток вітчизняного повітряного флоту, про перших авіаторів і їхні рекорди. Експонати відбивають велику роль авіації у Другій світовій війні, розповідають про перші кроки людства в космос, про талант винахідників і мужність льотчиків-випробувачів.
На честь винахідника названо астероїд 2850 Можайський.